# Théorème de la droite critique
En mathématiques, le théorème de la droite critique nous indique qu'au moins un pourcentage fixé de zéro non triviaux de la fonction zêta de Riemann, a des valeurs où ζ(σ+it)=0 et 0<σ<1, placés sur la droite critique σ=1/2. En suivant le travail de G. H. Hardy et John Edensor Littlewood montrant qu'il y avait une infinité de zéros sur la droite critique, le théorème fut démontré pour un petit pourcentage par Atle Selberg. 
Norman Levinson a amélioré ceci à un tiers des zéros, et Brian Conrey (en) aux deux cinquièmes. L'hypothèse de Riemann implique que la vraie valeur serait un. Néanmoins, si la vraie valeur est un, cela ne suffit pas à prouver l'hypothèse de Riemann, parce que si les zéros en dehors de la droite critique sont suffisamment espacés, alors il est possible qu'ils puissent comprendre « zéro pour cent » de tous les zéros dans la bande critique.